# Tiếng Bulgaria
Tiếng Bulgaria (tiếng Bulgaria: български, bǎlgarski, phát âm [ˈbɤɫɡɐrski]) là một ngôn ngữ Ấn-Âu, một thành viên của nhánh Xlavơ. Cùng với tiếng Macedonia có quan hệ gần gũi, nó tạo thành nhóm phía đông của nhánh Xlavơ Nam của các ngô ngữ Xlavơ. Tiếng Bulgaria sử dụng bảng chữ cái Cyrill như các tiếng Nga, tiếng Serbia và tiếng Macedonia.
Lịch sử tiếng Bulgaria được chia làm 3 giai đoạn: cổ đại, trung đại và hiện đại. Giai đoạn cổ đại của ngôn ngữ này kéo dài từ thế kỷ 9 đến thế kỷ 11; giai đoạn trung đại từ thế kỷ 12 đến thế kỷ 14; giai đoạn hiện đại từ thế kỷ 15 nhưng ngôn ngữ học thuật hiện nay khá khác biệt với tiếng Bulgaria Cổ chỉ được tạo ra trong thế kỷ 19. Các phương ngữ chính của tiếng Bulgaria là phương ngữ phía đông và phương ngữ phía tây, mỗi nhóm này lại được chia ra thành nhóm nhỏ bắc và nam. Ngôn ngữ văn học hiện đại chủ yếu dựa trên các phương ngữ phía bắc.
Tiếng Bulgaria thể hiện nhiều cải cách ngôn ngữ khiến nó tách ra khỏi nhóm các ngôn ngữ Xlavơ khác, như việc loại bỏ cách, sự phát triển của các mạo từ, không có một lối động từ vô định. Đến năm 2007, có khoảng 10 triệu người sử dụng tiếng Bulgaria thông thạo.
|      | А | Б | В | Г | Д | Е | Ж | З | И | Й | К | Л | М | Н | О | П | Р | С | Т | У | Ф | Х | Ц | Ч  | Ш | Щ  | Ъ    | Ь  | Ю  | Я  |
|      | а | б | в | г | д | е | ж | з | и | й | к | л | м | н | о | п | р | с | т | у | ф | х | ц | ч  | ш | щ  | ъ    | ь  | ю  | я  |
| IPA: | a | b | v | g | d | ɛ | ʒ | z | i | j | k | l | m | n | ɔ | p | r | s | t | u | f | x | ʦ | [ʧ | ʃ | ʃt | ə, ɤ̞ | ◌ʲ | ju | ja |